# Richard Lindner
Pour les articles homonymes, voir Lindner.
Richard Lindner est un peintre américain, d'origine allemande, né à Hambourg en Allemagne le  11 novembre 1901 et mort le 16 avril 1978. Il a passé son enfance à Nuremberg.

## Biographie
Pour gagner sa vie, il commence sa carrière comme illustrateur et caricaturiste dans la lignée de George Grosz ou d'Otto Dix, réalisant des affiches de cinéma et des illustrations de journaux.
Après être passé par Berlin, puis Paris, il réussit à quitter la France et arrive en 1941 aux États-Unis, où il finit par obtenir la nationalité américaine. Dans les années 1950, il saute le pas et se met définitivement à la peinture, mais sans jamais vouloir se laisser enfermer par aucun mouvement artistique y compris le pop-art dont il est de fait assez proche.

## Son œuvre
Son œuvre doit beaucoup au courant expressionniste allemand. Elle est faite de tableaux et d'aquarelles de personnages urbains aux couleurs vives presque flashantes, très plastiques et aux contours très nets. Ces personnages, hommes et femmes, au symbolisme flagrant, ont des accessoires qui expriment très nettement une connotation sexuelle et un questionnement autour de la sexualité tout en faisant preuve d'une certaine réserve.
Les tableaux de Lindner ont souvent pour thème le couple et la dépendance de l'homme vis-à-vis de la femme, forte et dominante. La femme dans tous ses états, c'est ainsi qu'elle est représentée par le peintre : fardée, corsetée, provocante et dominatrice; une femme fantasmée aux couleurs du Pop art mais aux formes inspirées du constructivisme. Les corsets, les cuissardes et les talons font partie de son univers obsessionnel, pourtant il a dit : « Je ne crois pas être concerné par l'érotisme. Je suis surtout intéressé par la relation secrète entre l'homme et la femme. »
Dans les années 1950, il a réalisé des dessins et des toiles basées sur l'Europe et le souvenir, il y a dans les tableaux de cette époque une certaine image de l'enfance. 
À partir des années 1960, Lindner trouve son style, se libère et excelle sur de grands formats avec des couleurs vives et transparentes. Il acquiert dans le monde de l'art new-yorkais, une place à part, avec ses thèmes personnels et ses personnages singuliers. Certains le considèrent comme le précurseur du Pop Art. La femme s'impose alors et définitivement, avec un maquillage affirmé, un corps sexué et portant des accessoires poussant vers un érotisme presque fétichiste, mais jamais vulgaire.
Dans l'ensemble, son œuvre tire son inspiration des patrons et corsets qu'il avait vus, dans son enfance, dans le magasin de sa mère, mais aussi d'un univers très féminin sans doute réprobateur à sa curiosité, comme de l'habillement de la faune citadine qu'il côtoie aux États-Unis, et des couleurs des enseignes de la publicité naissante qui influence une recherche proche du design vestimentaire.

## Œuvres
- The Meeting, 1953
- The Street, 1963
- Leopard Lily, 1966
- Adults Only, 1967
- La Chasse, 1976

## Citations
- « La peinture est une autobiographie inconsciente »